# Верхний Токмак Первый
Ве́рхний Токма́к Пе́рвый (укр. Верхній Токмак Перший) — посёлок,
Черниговский поселковый совет,
Черниговский район,
Запорожская область,
Украина.
Код КОАТУУ — 2325555101. Население по переписи 2001 года составляло 414 человек. На данный момент посёлок оккупирован ВСРФ.

## Географическое положение
Посёлок Верхний Токмак Первый находится на левом берегу реки Сысыкулак,
выше по течению на расстоянии в 1 км расположен посёлок Верхний Токмак Второй,
ниже по течению примыкает село Пирчино.
Через посёлок проходит железная дорога, станция Верхний Токмак 1.

## История
- 1898 год — дата основания.